# George Wilkins Kendall
George Wilkins Kendall (Mont Vernon, 22 agosto 1809 – Boerne, 21 ottobre 1867) è stato uno scrittore e giornalista statunitense.

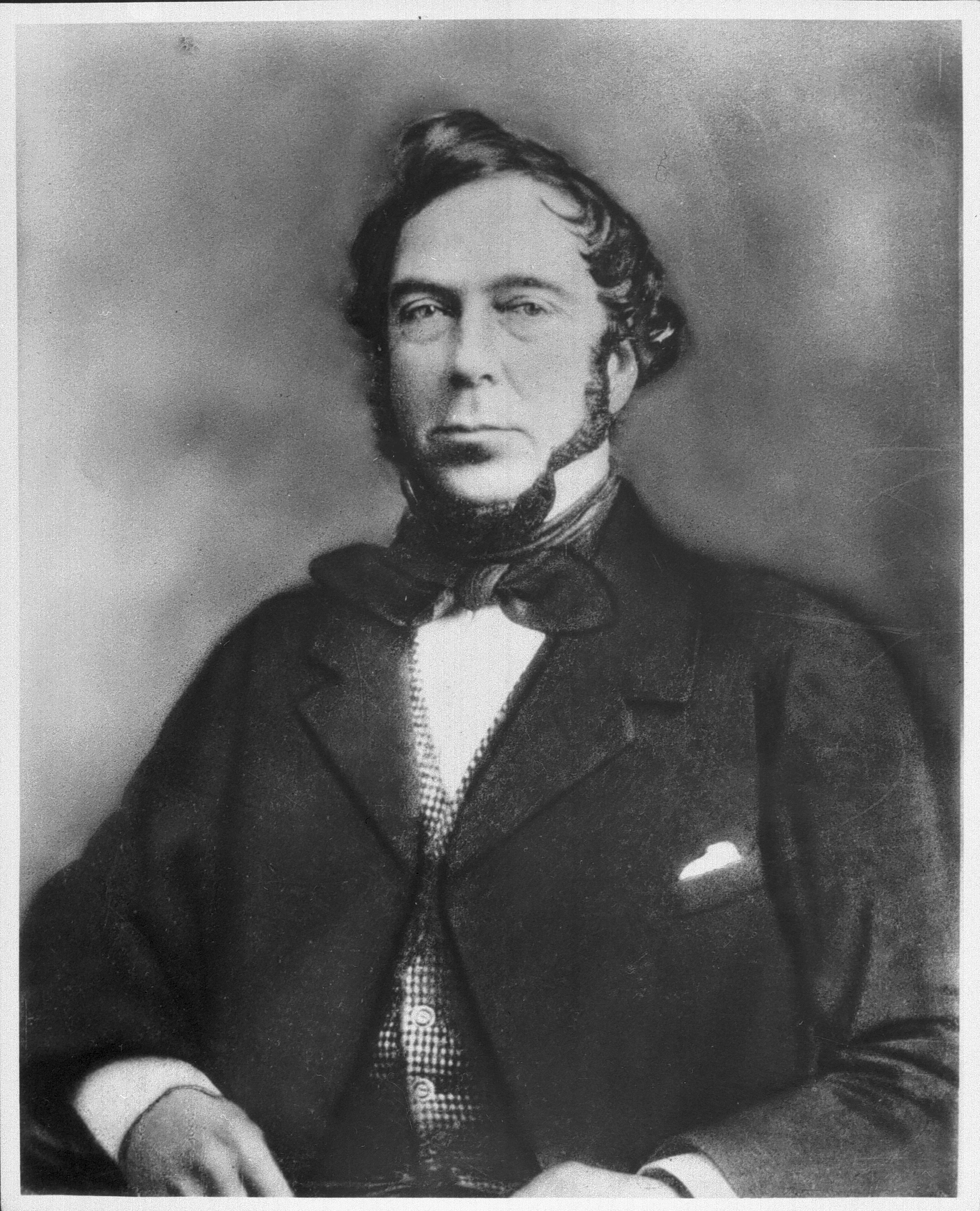
George W. Kendall (1809-1867) Creatore della rubrica umoristica e primo corrispondente di guerra.

Anche si distinse come militare, cronista e imprenditore statunitense; Fu cofondatore del quotidiano The New Orleans Picayune. Partecipò alla Spedizione texana a Santa Fe del Nuovo Messico (1841), durante la quale fu catturato, nonché all'Intervento statunitense in Messico (1847).
È considerato il primo corrispondente di guerra della storia, il creatore della colonna umoristica giornalistica, uno dei principali cronisti degli eventi storici a cui prese parte, pioniere nell'industria della lana texana. In suo onore, la contea di Kendall - dichiarata Monumento Storico Registrato del Texas nel 1989 - porta il suo nome.

## Biografia

### Primi anni
Era il maggiore dei cinque figli di Thaddeus Kendall e della sua seconda moglie, Abigail Wilkins Kendall, discendenti di due eminenti famiglie puritane di nobili origini, emigrate dal Galles, dalla Scozia e dall'Inghilterra nel Massachusetts nel XVII secolo. Queste famiglie parteciparono alla fondazione della provincia del New Hampshire nel XVIII secolo. Tra i suoi parenti stretti vi furono diversi membri che ricoprirono incarichi governativi, religiosi e militari durante la guerra d'Indipendenza.
Trascorse gran parte della sua infanzia sotto la tutela del nonno, il diacono Samuel Wilkins —uno degli uomini più influenti della regione—. Sebbene la sua formazione scolastica fosse breve, il suo carattere inquieto e la passione per la lettura lo portarono a sviluppare, in modo autodidatta, notevoli abilità in ambiti come la geografia e la comunicazione.
Durante la giovinezza, si dedicò brevemente al teatro come attore e sceneggiatore, affinando un acuto senso dell'umorismo e coltivando il suo talento naturale per la narrazione.

### Carriera giornalistica
Entrò per la prima volta nel mondo del giornalismo lavorando come apprendista presso l'Amherst Herald —un quotidiano fondato nel 1825 dai suoi cugini Thomas G. Wells e Nathan Kendall Seaton per sostenere un movimento politico-religioso locale—. Poco dopo annunciò l’intenzione di diventare tipografo e trovò lavoro con lo zio John Hubbard Wilkins, socio della casa editrice Hilliard, Gray, Little & Wilkins e uno degli imprenditori di maggior successo di Boston. Sebbene abbia lavorato per breve tempo come assistente tipografo, acquisì conoscenze tecniche che in seguito gli si rivelarono utili.
I successivi anni della sua vita furono molto itineranti. Percorse diverse città come Amherst, Montréal, Burlington, Detroit, Cincinnati, Boston, Washington D.C. e New York, tra le altre. Lavorò per diversi giornali, tra cui l’Amherst Herald, il Mobile Alabama Register con il giornalista Thaddeus Stanford, e il New Yorker, dove scrisse sotto la direzione del suo amico intimo Horace Greeley, un influente giornalista e politico repubblicano che lo aiutò a entrare nel mondo della politica.
Le testimonianze dell’epoca descrivono il giovane Kendall come un uomo ricco, intelligente, divertente e ben inserito nell’élite del tempo.
Lo stesso Kendall avrebbe raccontato in seguito di aver comprato la sua prima tipografia con le vincite di una mano a poker, anche se probabilmente si tratta di un aneddoto inventato.

### Il Picayune
Nel 1837, Kendall e Francis Lumsden fondarono The New Orleans Picayune, con l’idea di posizionarsi come il primo giornale a basso costo del Sud. Il nome fu ispirato da un’antica moneta spagnola ancora in circolazione, chiamata picayón (del valore di 6¼ centesimi), la più piccola denominazione dell’epoca. Il nome del giornale era pensato anche come strategia di marketing: «Scambiamo il nostro Picayune con il vostro picayune».
Il Picayune divenne un successo immediato grazie a un prezzo molto competitivo, un formato editoriale innovativo e, soprattutto, a un tono irriverente, umoristico e tagliente, ricco di battute e giochi di parole. Questo stile contrastava con quello solenne e pomposo della stampa dell’epoca, gettando le basi per lo stile editoriale del giornalismo moderno.
Fin dalle prime settimane, Kendall introdusse una breve rubrica di pettegolezzi umoristici pensata per attirare lettori da altri giornali. Ebbe così tanto successo che presto iniziò a essere citata da altre pubblicazioni.
Nel 1837 fondò insieme a Francis A. Lumsden il giornale New Orleans Picayune. Nel 1841 partecipò alla spedizione texana in Nuovo Messico verso Santa Fe e in seguito combatté nella guerra di secessione americana e nella guerra messico-statunitense.